# Uganda na Letnich Igrzyskach Paraolimpijskich 2004
Ugandę na Letnich Igrzyskach Paraolimpijskich w 2004 roku reprezentowało 2 zawodników (mężczyzna i kobieta) w 2 dyscyplinach. Żaden reprezentant nie zdobył medalu w Atenach.

## Wyniki

### Lekkoatletyka
| Zawodniczka | Konkurencja | Eliminacje | Eliminacje | Półfinał                | Półfinał                | Finał                   | Finał                   |
| Zawodniczka | Konkurencja | Czas       | Wynik      | Czas                    | Wynik                   | Czas                    | Wynik                   |
| ----------- | ----------- | ---------- | ---------- | ----------------------- | ----------------------- | ----------------------- | ----------------------- |
| Irene Acen  | 100 m (T12) | 15.68      | 16.        | Nie zakwalifikowała się | Nie zakwalifikowała się | Nie zakwalifikowała się | Nie zakwalifikowała się |
| Irene Acen  | 200 m (T12) | 32.42      | 14.        | Nie zakwalifikowała się | Nie zakwalifikowała się | Nie zakwalifikowała się | Nie zakwalifikowała się |

### Podnoszenie Ciężarów
| Zawodnik        | Kategoria | Wynik  | Pozycja |
| --------------- | --------- | ------ | ------- |
| Billy Ssengendo | do 60 kg  | 145 kg | 11      |